# Káldy Gyula utca
Káldy Gyula utca est une rue de Budapest, située dans le quartier de Terézváros (6e arrondissement).